# 쑨잉사
쑨잉사(중국어 간체자: 孙颖莎, 정체자: 孫穎莎, 병음: Sūn Yǐngshā, 한자음: 손영사, 2000년 11월 4일~)는 중화인민공화국의 탁구 선수이다. 2020년 하계 올림픽에서 여자 단체전 금메달과 여자 단식 은메달을 획득했고 2024년 하계 올림픽에서 혼합 복식 금메달과 여자 단식 은메달을 획득했다. 그녀는 2024년 2월부터 국제 탁구 연맹 세계 랭킹 여자 단식 부문 1위를 유지하고 있다.

## 세계 랭킹

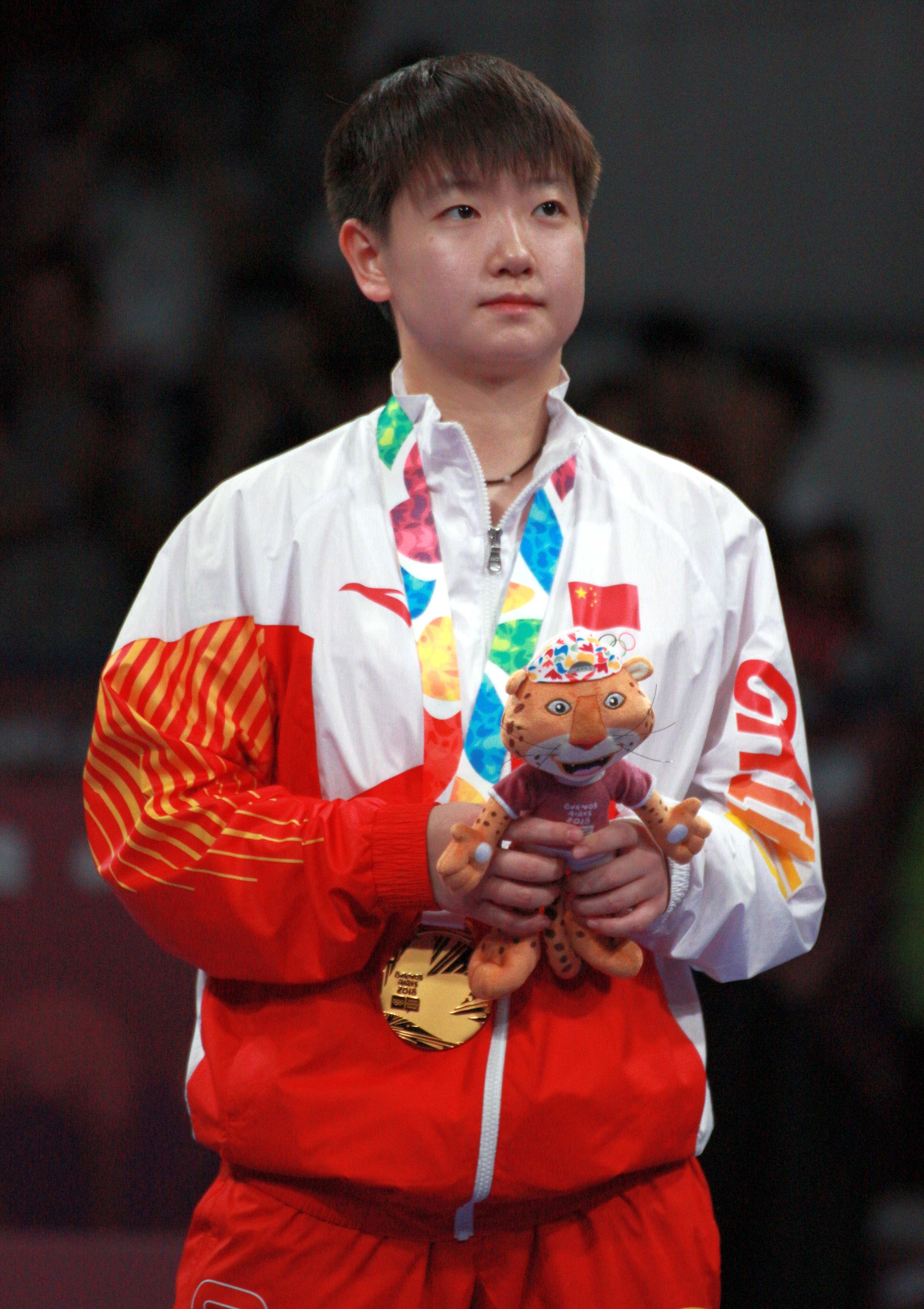
2018년 청소년 올림픽 당시의 쑨잉사

|        | 1 월 | 2 월 | 3 월 | 4 월 | 5 월 | 6 월 | 7 월 | 8 월 | 9 월 | 10 월 | 11 월 | 12 월 |
| ------ | ---- | ---- | ---- | ---- | ---- | ---- | ---- | ---- | ---- | ----- | ----- | ----- |
| 2019년 | 17   | 19   | 18   | 29   | 17   | 18   | 11   | 7    | 6    | 6     | 3     | 2     |
| 2020년 | 2    | 2    | 2    | 2    | 2    | 2    | 2    | 2    | 2    | 2     | 2     |       |